# یاسته‌تپه
یاسته تپه در شهرستان درگز، بخش لطف آباد، روستای خیرآباد واقع شده و این اثر در تاریخ ۱۹ مرداد ۱۳۸۴ با شمارهٔ ثبت ۱۲۸۷۸ به‌عنوان یکی از آثار ملی ایران به ثبت رسیده است.